# 小西英人
小西 英人（こにし ひでと、1954年11月27日 - ）は随筆家、編集者。おもに釣りと魚の随筆を執筆したり、魚類図鑑の企画、製作、編集などを行ったりしている。

## 略歴
徳島県徳島市出身。1976年、桃山学院大学社会学部在学中に父の小西和人とともに株式会社週刊釣りサンデーを起こし、「週刊釣りサンデー」を創刊、カメラマンとして活躍。その後、写真部長、出版編集長、週刊釣りサンデー編集長、編集主幹、代表取締役社長などを歴任する。日本各地、世界各地を釣り歩き、写真や紀行文を発表。また数多くの書籍、雑誌などの製作や編集を行う。
2001年、インターネットで【WEB魚図鑑】【さかなBBS】などの活動を始め、読者投稿型のネット図鑑を成功させ、民生用としては最大のものに育てる。しかし運営グループと意見が合わず2007年10月に抜ける。2003年、「これも時代の流れだろうが、世の中に一定の役割は果たせたと思う」というコメントを出し、株式会社週刊釣りサンデーを解散し、「週刊釣りサンデー」を廃刊にする。「釣りサンデー」の商標は株式会社廣済堂に譲渡しフリーランス活動を始める。

## 主な編著書
- 「バックパックでつりに行こう」 1981年　成美堂出版
- 「アッベ!マリーア!―アマゾンの巨魚ピラルク釣り大作戦」 1983年　週刊釣りサンデー
- 「さかな大図鑑」 1985年　週刊釣りサンデー
- 「新さかな大図鑑」 1995年　週刊釣りサンデー
- 「釣魚検索」 1998年　週刊釣りサンデー
- 「釣魚図鑑」 2000年　週刊釣りサンデー
- 「遊遊さかな大図鑑」　2007年　エンターブレイン
- 「釣魚識別図鑑－ここで見分けよう」　2008年　エンターブレイン
- 「遊遊さかな事典－六十六の釣魚物語とさかな用語集」　2009年　エンターブレイン
- 「楽しみを釣る－小西和人自伝」　2010年　エンターブレイン
- 「イカ・タコ識別図鑑」　2010年　エンターブレイン
- 「釣魚1400種図鑑」　2011年　エンターブレイン
- 「写真探索・釣魚1400種図鑑」　2018年　KADOKAWA